# 板野郡
- 令制国一覧 > 南海道 > 阿波国 > 板野郡
- 日本 > 四国地方 > 徳島県 > 板野郡

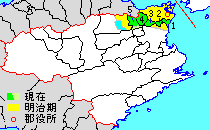
徳島県板野郡の位置（1.松茂町 2.北島町 3.藍住町 4.板野町 5.上板町 薄緑・水色：後に他郡から編入した区域）

現在の徳島県板野郡

板野郡（いたのぐん）は、徳島県（阿波国）の郡。
人口95,126人、面積110.15km²、人口密度864人/km²。（2025年4月1日、推計人口）
以下の5町を含む。
- 松茂町（まつしげちょう）
- 北島町（きたじまちょう）
- 藍住町（あいずみちょう）
- 板野町（いたのちょう）
- 上板町（かみいたちょう）

## 概要
吉野川のデルタ地帯に位置し、徳島市のベッドタウンとして機能している。そのため、郡人口は四国地方で1位であり、中国地方を含めると広島県安芸郡に次ぐ2位、そして西日本まで広げても5本の指に入るほどである。中でも中央部に位置する藍住町（人口四国最多の町）と北島町（人口密度四国最大の町）の2町は、徳島県の中でも人口増加の最も激しい地域である。

## 郡域
1879年（明治12年）に行政区画として発足した当時の郡域は、下記の区域にあたる。
- 鳴門市・松茂町・北島町・藍住町・板野町の全域
- 上板町の大部分（佐藤塚・第十新田・下六條・上六條・高磯・高瀬・瀬部を除く）
- 徳島市の一部（吉野川以北）
- 阿波市の一部（吉野町五条・吉野町西条・土成町高尾・土成町宮川内・土成町吉田）
- 吉野川市の一部（鴨島町牛島のうち字先須賀ノ一・先須賀ノ二・先須賀ノ三・先須賀ノ四・四ツ屋）

## 歴史
鎌倉時代初期から寛文4年（1664年）までは板東郡・板西郡に分かれていた。

### 近世以降の沿革
- 明治初年時点で、全域が阿波徳島藩領であった。「旧高旧領取調帳」に記載されている村は以下の通り。（121村13浦）

西条村、宮河内村、高尾村、引野村、鍛治屋原村、吉田村、五条村、大谷村、姫田村、東馬詰村、牛屋島村、高畠村、中馬詰村、西馬詰村、市場村、松村、池谷村、三俣村、唐園村、川端村、檜村、萩原村、川崎村、津慈村、板東村、中窪村、黒谷村、泉谷村、神宅村、東中富村、奥野村、徳命村、住吉村、笠木村、竹瀬村、成瀬村、本村、乙瀬村、矢上村、七条村、矢武村、西分村、椎本村、堂浦、小島田村、中島田浦、大島田村、北泊浦、室村、撫佐村、櫛木村、湊谷村、粟田村、大浦村、宿毛谷村、明神村、鳥ヶ丸村、折野村、大須村、碁浦村、松谷村、那東村、古城村、犬伏村、下庄村、西中富村、大坂村、吹田村、大寺村、東貞方村、西貞方村、高房村、太郎八須村、北村、新喜来村、鯛浜村、江尻村、中村、吉成村、勝瑞村、古川村、中原村、別宮浦村、金岡新田、長岸村、笹木野村、豊中新田、豊岡新田、豊久新田、長原浦、広島浦、中喜来浦、満穂新田、住吉新田、段関村、大幸村、大代村、備前島村、木津野村、木津村、吉永村、徳永村、矢倉野村、長江新田、林崎浦、立岩村、北浜村、岡崎村、弁財天村、南浜村、小桑島村、里浦、大桑島村、三ツ石村、土佐泊浦、高島村、斎田村、粟津浦、黒崎村、中島浦、榎瀬村、沖島村、竹須賀村、小松新田、米津新田、松岡新田、富吉新田、富久新田、鶴島浦、鈴江村、大松村、加賀須野村、宮島浦、平石村
- 明治4年
  - 7月14日（1871年8月29日） - 廃藩置県により徳島県（第1次）の管轄となる。
  - 11月15日（1871年12月26日） - 第1次府県統合により名東県の管轄となる。
- 明治初年 - 金沢新田が起立。（122村13浦）
- 明治9年（1876年）8月21日 - 第2次府県統合により高知県の管轄となる。
- 明治12年（1879年）1月4日[4] - 郡区町村編制法の高知県での施行により行政区画としての板野郡が発足。郡役所が撫養町に設置。
- 明治13年（1880年）3月2日 - 徳島県（第2次）の管轄となる。

### 町村制以降の沿革

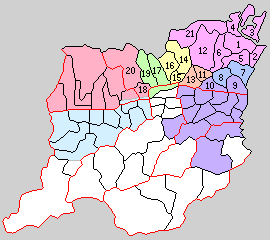
1.撫養町 2.里浦村 3.鳴門村 4.瀬戸村 5.大津村 6.堀江村 7.松茂村 8.北島村 9.川内村 10.応神村 11.住吉村 12.板東村 13.藍園村 14.板西村 15.栄村 16.松坂村 17.大山村 18.一条村 19.松島村 20.御所村 21.北灘村（紫：徳島市 桃：鳴門市 赤：阿波市 水色：吉野川市 橙：藍住町 黄：板野町 緑：上板町 青：合併なし）

- 明治22年（1889年）10月1日 - 町村制の施行により、以下の町村が発足。（1町20村）
  - 撫養町 ← 南浜村、木津村、斎田村、黒崎村、大桑島村、小桑島村、林崎浦、岡崎村、弁財天村、北浜村、立岩村（現・鳴門市）
  - 里浦村 ← 里浦、粟津浦（現・鳴門市）
  - 鳴門村 ← 高島村、三ツ石村、土佐泊浦、撫佐村［一部］（現・鳴門市）
  - 瀬戸村 ← 明神村、堂浦、北泊浦、湊谷村、大島田村、中島田浦、小島田村、室村、撫佐村［大部分］（現・鳴門市）
  - 大津村 ← 大幸村、大代村、段関村、備前島村、木津野村、吉永村、長江新田、徳永村、矢倉野村（現・鳴門市）
  - 堀江村 ← 姫田村、牛屋島村、市場村、大谷村、東馬詰村、中馬詰村、西馬詰村、松村、高畠村、池谷村、三俣村［一部］（現・鳴門市）
  - 松茂村 ← 中喜来浦、長岸村、広島浦、笹木野村、豊中新田、豊岡新田、長原浦、住吉新田、満穂新田、豊久新田（現・松茂町）
  - 北島村 ← 鯛浜村、高房村、江尻村、中村、北村、新喜来村、太郎八須村（現・北島町）
  - 川内村 ← 大松村、加賀須野村、中島浦、榎瀬村、竹須賀村、沖島村、平石村、米津新田、富久新田、宮島浦、鶴島浦、鈴江村、別宮浦村、小松新田、松岡新田、富吉新田、金岡新田、金沢新田（現・徳島市）
  - 応神村 ← 東貞方村、西貞方村、古川村、中原村、吉成村（現・徳島市）
  - 住吉村 ← 住吉村、矢上村、勝瑞村、笠木村、乙瀬村（現・藍住町）
  - 板東村 ← 板東村、萩原村、津慈村、川崎村、檜村、三俣村［大部分］（現・鳴門市）
  - 藍園村 ← 奥野村、徳命村、東中富村、本村、成瀬村、竹瀬村（現・藍住町）
  - 板西村 ← 吹田村、大坂村、川端村、大寺村［大部分］、犬伏村［一部］（現・板野町）
  - 栄村 ← 下庄村、西中富村、中窪村、唐園村、古城村、大寺村［一部］（現・板野町）
  - 松坂村 ← 矢武村、那東村、黒谷村、松谷村、犬伏村［大部分］、大寺村［一部］（現・板野町）
  - 大山村 ← 西分村、椎本村、神宅村（現・上板町）
  - 一条村 ← 西条村（現・吉野川市、阿波市）、五条村（現・阿波市）
  - 松島村 ← 七条村、鍛冶屋原村、引野村、泉谷村（現・上板町）
  - 御所村 ← 宮河内村、吉田村、高尾村（現・阿波市）
  - 北灘村 ← 鳥ヶ丸村、折野村、大須村、碁浦村、櫛木村、粟田村、大浦村、宿毛谷村（現・鳴門市）
- 明治24年（1891年）4月1日 - 郡制を施行。
- 明治41年（1908年）7月29日 - 板西村が町制施行して板西町となる。（2町19村）
- 大正4年（1915年）11月10日 - 板東村が町制施行して板東町となる。（3町18村）
- 大正12年（1923年）
  - 2月11日 - 一条村が町制施行して一条町となる。（4町17村）
  - 4月1日 - 郡会が廃止。郡役所は存続。
- 大正15年（1926年）7月1日 - 郡役所が廃止。以降は地域区分名称となる。
- 昭和3年（1928年）
  - 10月1日 - 川内村の一部（金沢・向別宮）が徳島市に編入。
  - 11月1日 - 瀬戸村が町制施行して瀬戸町となる。（5町16村）
- 昭和15年（1940年）
  - 2月11日 - 北島村が町制施行して北島町となる。（6町15村）
  - 4月1日 - 鳴門村が町制施行して鳴門町となる。（7町14村）
- 昭和22年（1947年）
  - 3月15日 - 撫養町・鳴門町・里浦村・瀬戸町が合併して鳴南市が発足し、郡より離脱。（4町13村）
  - 11月3日 - 松島村が町制施行して松島町となる。（5町12村）
- 昭和28年（1953年）4月1日 - 堀江村が町制施行して堀江町となる。（6町11村）
- 昭和29年（1954年）3月20日 - 一条町の一部（西条のうち字先須賀・四ツ屋）が麻植郡牛島村に編入。
- 昭和30年（1955年）
  - 2月11日（6町8村）
    - 板西町・松坂村・栄村が合併して板野町が発足。
    - 大津村が鳴門市に編入。

  - 3月31日（7町5村）
    - 川内村が徳島市に編入。
    - 御所村が阿波郡土成村と合併して土成町が発足。
    - 大山村・松島町が名西郡高志村と合併して上板町が発足。

  - 4月29日 - 藍園村・住吉村が合併して藍住町が発足。（8町3村）
- 昭和31年（1956年）9月30日 - 北灘村が鳴門市に編入。（8町2村）
- 昭和32年（1957年）3月31日 - 一条町が阿波郡柿島村の一部（柿原）と合併して吉野町が発足。（8町2村）
- 昭和34年（1959年）4月1日 - 堀江町・板東町が合併して大麻町が発足。（7町2村）
- 昭和36年（1961年）8月1日 - 松茂村が町制施行して松茂町となる。（8町1村）
- 昭和41年（1966年）10月1日 - 応神村が徳島市に編入。（8町）
- 昭和42年（1967年）1月1日 - 大麻町が鳴門市に編入。（7町）
- 平成17年（2005年）4月1日 - 吉野町・土成町が阿波郡市場町・阿波町と合併して阿波市が発足し、郡より離脱。（5町）

### 変遷表
| 明治22年4月1日 | 明治22年 - 大正15年  | 昭和1年 - 昭和19年   | 昭和20年 - 昭和29年                                | 昭和30年 - 昭和39年          | 昭和40年 - 昭和64年          | 平成1年 - 現在              | 現在   |
| -------------- | -------------------- | -------------------- | -------------------------------------------------- | ---------------------------- | ---------------------------- | --------------------------- | ------ |
| 撫養町         | 撫養町               | 撫養町               | 昭和22年3月15日 鳴南市 昭和22年5月15日 改称 鳴門市 | 鳴門市                       | 鳴門市                       | 鳴門市                      | 鳴門市 |
| 瀬戸村         | 瀬戸村               | 昭和3年11月1日 町制  | 昭和22年3月15日 鳴南市 昭和22年5月15日 改称 鳴門市 | 鳴門市                       | 鳴門市                       | 鳴門市                      | 鳴門市 |
| 鳴門村         | 鳴門村               | 昭和15年4月1日 町制  | 昭和22年3月15日 鳴南市 昭和22年5月15日 改称 鳴門市 | 鳴門市                       | 鳴門市                       | 鳴門市                      | 鳴門市 |
| 里浦村         | 里浦村               | 里浦村               | 昭和22年3月15日 鳴南市 昭和22年5月15日 改称 鳴門市 | 鳴門市                       | 鳴門市                       | 鳴門市                      | 鳴門市 |
| 大津村         | 大津村               | 大津村               | 大津村                                             | 昭和30年2月11日 鳴門市に編入 | 鳴門市                       | 鳴門市                      | 鳴門市 |
| 北灘村         | 北灘村               | 北灘村               | 北灘村                                             | 昭和31年9月30日 鳴門市に編入 | 鳴門市                       | 鳴門市                      | 鳴門市 |
| 板東村         | 大正4年11月10日 町制 | 板東町               | 板東町                                             | 昭和34年4月1日 大麻町        | 昭和42年1月1日 鳴門市に編入  | 鳴門市                      | 鳴門市 |
| 堀江村         | 堀江村               | 堀江村               | 昭和28年4月1日 町制                                | 昭和34年4月1日 大麻町        | 昭和42年1月1日 鳴門市に編入  | 鳴門市                      | 鳴門市 |
| 板西村         | 明治41年7月29日 町制 | 板西町               | 板西町                                             | 昭和30年2月11日 板野町       | 板野町                       | 板野町                      | 板野町 |
| 栄村           | 栄村                 | 栄村                 | 栄村                                               | 昭和30年2月11日 板野町       | 板野町                       | 板野町                      | 板野町 |
| 松坂村         | 松坂村               | 松坂村               | 松坂村                                             | 昭和30年2月11日 板野町       | 板野町                       | 板野町                      | 板野町 |
| 北島村         | 北島村               | 昭和15年2月11日 町制 | 北島町                                             | 北島町                       | 北島町                       | 北島町                      | 北島町 |
| 松島村         | 松島村               | 松島村               | 昭和22年11月3日 町制                               | 昭和30年3月31日 上板町       | 上板町                       | 上板町                      | 上板町 |
| 大山村         | 大山村               | 大山村               | 大山村                                             | 昭和30年3月31日 上板町       | 上板町                       | 上板町                      | 上板町 |
| 名西郡 高志村  | 名西郡 高志村        | 名西郡 高志村        | 名西郡 高志村                                      | 昭和30年3月31日 上板町       | 上板町                       | 上板町                      | 上板町 |
| 藍園村         | 藍園村               | 藍園村               | 藍園村                                             | 昭和30年4月29日 藍住町       | 藍住町                       | 藍住町                      | 藍住町 |
| 住吉村         | 住吉村               | 住吉村               | 住吉村                                             | 昭和30年4月29日 藍住町       | 藍住町                       | 藍住町                      | 藍住町 |
| 松茂村         | 松茂村               | 松茂村               | 松茂村                                             | 昭和36年8月1日 町制          | 松茂町                       | 松茂町                      | 松茂町 |
| 川内村         | 川内村               | 川内村               | 川内村                                             | 昭和30年3月31日 徳島市に編入 | 徳島市                       | 徳島市                      | 徳島市 |
| 応神村         | 応神村               | 応神村               | 応神村                                             | 応神村                       | 昭和41年10月1日 徳島市に編入 | 徳島市                      | 徳島市 |
| 一条村         | 大正12年2月9日 町制  | 一条町               | 昭和29年3月20日 一部を麻植郡牛島村に編入           | 昭和32年3月31日 吉野町       | 吉野町                       | 平成17年4月1日 阿波市の一部 | 阿波市 |
| 阿波郡 柿島村  | 阿波郡 柿島村        | 阿波郡 柿島村        | 阿波郡 柿島村                                      | 昭和32年3月31日 吉野町       | 吉野町                       | 平成17年4月1日 阿波市の一部 | 阿波市 |
| 御所村         | 御所村               | 御所村               | 御所村                                             | 昭和30年3月31日 土成町       | 土成町                       | 平成17年4月1日 阿波市の一部 | 阿波市 |
| 阿波郡 土成村  | 阿波郡 土成村        | 阿波郡 土成村        | 阿波郡 土成村                                      | 昭和30年3月31日 土成町       | 土成町                       | 平成17年4月1日 阿波市の一部 | 阿波市 |

## 行政
高知県板野郡長
| 代 | 氏名 | 就任年月日               | 退任年月日               | 備考         |
| -- | ---- | ------------------------ | ------------------------ | ------------ |
| 1  |      | 明治12年（1879年）1月4日 |                          |              |
|    |      |                          | 明治13年（1880年）3月1日 | 徳島県に移管 |

徳島県板野郡長
| 代 | 氏名 | 就任年月日               | 退任年月日                | 備考                   |
| -- | ---- | ------------------------ | ------------------------- | ---------------------- |
| 1  |      | 明治13年（1880年）3月2日 |                           |                        |
|    |      |                          | 大正15年（1926年）6月30日 | 郡役所廃止により、廃官 |